# Oscarverleihung 1967
Übersicht aller ausgezeichneten Filme

◄◄ | ◄ | 1963 | 1964 | 1965 | 1966 | Oscarverleihung 1967 | 1968 | 1969 | 1970 | 1971 | ► | ►►

Weitere Ereignisse
Die Oscarverleihung 1967 fand am 10. April 1967 im Santa Monica Civic Auditorium in Santa Monica statt. Es waren die 39th Annual Academy Awards. Im Jahr der Auszeichnung werden immer Filme des vergangenen Jahres ausgezeichnet, in diesem Fall also die Filme des Jahres 1966.
| Film                                  | N  | A |
| ------------------------------------- | -- | - |
| Wer hat Angst vor Virginia Woolf?     | 13 | 5 |
| Kanonenboot am Yangtse-Kiang          | 8  | 0 |
| Ein Mann zu jeder Jahreszeit          | 8  | 6 |
| Hawaii                                | 7  | 0 |
| Der Verführer läßt schön grüßen       | 6  | 0 |
| Georgy Girl                           | 4  | 0 |
| Der Glückspilz                        | 4  | 1 |
| Ein Mann und eine Frau                | 4  | 2 |
| Die phantastische Reise               | 4  | 2 |
| Die Russen kommen! Die Russen kommen! | 4  | 0 |
| Das 1. Evangelium – Matthäus          | 3  | 0 |
| Die gefürchteten Vier                 | 3  | 0 |
| Grand Prix                            | 3  | 3 |
| Das Mädchen aus der Cherry-Bar        | 3  | 0 |
| Blow Up                               | 2  | 0 |
| Brennt Paris?                         | 2  | 0 |
| … denn keiner ist ohne Schuld         | 2  | 0 |
| Frei geboren – Königin der Wildnis    | 2  | 2 |
| Gesicht ohne Namen                    | 2  | 0 |
| Julia und die Geister                 | 2  | 0 |
| Protest                               | 2  | 0 |

## Moderation
- Bob Hope

## Gewinner und Nominierte

### Bester Film
präsentiert von Audrey Hepburn
Ein Mann zu jeder Jahreszeit (A Man for All Seasons) – Fred Zinnemann
Kanonenboot am Yangtse-Kiang (The Sand Pebbles) – Robert Wise
Die Russen kommen! Die Russen kommen! (The Russians Are Coming the Russians Are Coming) – Norman Jewison
Der Verführer läßt schön grüßen (Alfie) – Lewis Gilbert
Wer hat Angst vor Virginia Woolf? (Who’s Afraid of Virginia Woolf?) – Ernest Lehman

### Beste Regie
präsentiert von Rosalind Russell
Fred Zinnemann – Ein Mann zu jeder Jahreszeit (A Man for All Seasons)
Michelangelo Antonioni – Blow Up
Richard Brooks – Die gefürchteten Vier (The Professionals)
Claude Lelouch – Ein Mann und eine Frau (Un homme et une femme)
Mike Nichols – Wer hat Angst vor Virginia Woolf? (Who’s Afraid of Virginia Woolf?)

### Bester Hauptdarsteller
präsentiert von Julie Christie
Paul Scofield – Ein Mann zu jeder Jahreszeit (A Man for All Seasons)
Alan Arkin – Die Russen kommen! Die Russen kommen! (The Russians Are Coming the Russians Are Coming)
Richard Burton – Wer hat Angst vor Virginia Woolf? (Who’s Afraid of Virginia Woolf?)
Michael Caine – Der Verführer läßt schön grüßen (Alfie)
Steve McQueen – Kanonenboot am Yangtse-Kiang (The Sand Pebbles)

### Beste Hauptdarstellerin
präsentiert von Lee Marvin
Elizabeth Taylor – Wer hat Angst vor Virginia Woolf? (Who’s Afraid of Virginia Woolf?) 
Anouk Aimée – Ein Mann und eine Frau (Un homme et une femme)
Ida Kamińska – Das Geschäft in der Hauptstraße (Obchod na korze)
Lynn Redgrave – Georgy Girl
Vanessa Redgrave – Protest (Morgan: A Suitable Case for Treatment)

### Bester Nebendarsteller
präsentiert von Shelley Winters
Walter Matthau – Der Glückspilz (The Fortune Cookie)
Makoto Iwamatsu – Kanonenboot am Yangtse-Kiang (The Sand Pebbles)
James Mason – Georgy Girl
George Segal – Wer hat Angst vor Virginia Woolf? (Who’s Afraid of Virginia Woolf?)
Robert Shaw – Ein Mann zu jeder Jahreszeit (A Man for All Seasons)

### Beste Nebendarstellerin
präsentiert von Sidney Poitier
Sandy Dennis – Wer hat Angst vor Virginia Woolf? (Who’s Afraid of Virginia Woolf?)
Wendy Hiller – Ein Mann zu jeder Jahreszeit (A Man for All Seasons)
Jocelyne LaGarde – Hawaii
Vivien Merchant – Der Verführer läßt schön grüßen (Alfie)
Geraldine Page – Big Boy, jetzt wirst Du ein Mann! (You’re a Big Boy Now)

### Bestes Originaldrehbuch
präsentiert von Fred Astaire und Ginger Rogers
Claude Lelouch, Pierre Uytterhoeven – Ein Mann und eine Frau (Un homme et une femme)
Michelangelo Antonioni, Edward Bond, Tonino Guerra – Blow Up
Robert Ardrey – Khartoum
I. A. L. Diamond, Billy Wilder – Der Glückspilz (The Fortune Cookie)
Clint Johnston, Don Peters – Der Todesmutige (The Naked Prey)

### Bestes adaptiertes Drehbuch
präsentiert von Fred Astaire und Ginger Rogers
Robert Bolt – Ein Mann zu jeder Jahreszeit (A Man for All Seasons)
Richard Brooks – Die gefürchteten Vier (The Professionals)
Ernest Lehman – Wer hat Angst vor Virginia Woolf? (Who’s Afraid of Virginia Woolf?)
Bill Naughton – Der Verführer läßt schön grüßen (Alfie)
William Rose – Die Russen kommen! Die Russen kommen! (The Russians Are Coming the Russians Are Coming)

### Beste Kamera (Schwarzweiß)
präsentiert von Ann-Margret Olsson und Omar Sharif
Haskell Wexler – Wer hat Angst vor Virginia Woolf? (Who’s Afraid of Virginia Woolf?)
Marcel Grignon – Brennt Paris? (Paris brûle-t-il?)
Kenneth Higgins – Georgy Girl
James Wong Howe – Der Mann, der zweimal lebte (Seconds)
Joseph LaShelle – Der Glückspilz (The Fortune Cookie)

### Beste Kamera (Farbe)
präsentiert von Ann-Margret Olsson und Omar Sharif
Ted Moore – Ein Mann zu jeder Jahreszeit (A Man for All Seasons)
Conrad L. Hall – Die gefürchteten Vier (The Professionals)
Russell Harlan – Hawaii
Ernest Laszlo – Die phantastische Reise (Fantastic Voyage)
Joseph MacDonald – Kanonenboot am Yangtse-Kiang (The Sand Pebbles)

### Bestes Szenenbild (Schwarzweiß)
präsentiert von Rock Hudson und Vanessa Redgrave
George James Hopkins, Richard Sylbert – Wer hat Angst vor Virginia Woolf? (Who’s Afraid of Virginia Woolf?)
Edward G. Boyle, Robert Luthardt – Der Glückspilz (The Fortune Cookie)
George W. Davis, Henry Grace, Paul Groesse, Hugh Hunt – Gesicht ohne Namen (Mister Buddwing)
Marc Frédérix, Pierre Guffroy, Willy Holt – Brennt Paris? (Paris brûle-t-il?)
Luigi Scaccianoce – Das 1. Evangelium – Matthäus (Il Vangelo secondo Matteo)

### Bestes Szenenbild (Farbe)
präsentiert von Rock Hudson und Vanessa Redgrave
Dale Hennesy, Stuart A. Reiss, Walter M. Scott, Jack Martin Smith – Die phantastische Reise (Fantastic Voyage)
John P. Austin, Alexander Golitzen, John McCarthy Jr., George C. Webb – Das Mädchen aus der Cherry-Bar (Gambit)
Robert R. Benton, Arthur Lonergan, James W. Payne, Hal Pereira – … denn keiner ist ohne Schuld (The Oscar)
Piero Gherardi – Julia und die Geister (Giulietta degli spiriti)
William Kiernan, Boris Leven, Walter M. Scott, John Sturtevant – Kanonenboot am Yangtse-Kiang (The Sand Pebbles)

### Bestes Kostümdesign (Schwarzweiß)
präsentiert von Candice Bergen und Robert Mitchum
Irene Sharaff – Wer hat Angst vor Virginia Woolf? (Who’s Afraid of Virginia Woolf?)
Danilo Donati – Das 1. Evangelium – Matthäus (Il Vangelo secondo Matteo)
Danilo Donati – Mandragola (La mandragola)
Jocelyn Rickards – Protest (Morgan: A Suitable Case for Treatment)
Helen Rose – Gesicht ohne Namen (Mister Buddwing)

### Bestes Kostümdesign (Farbe)
präsentiert von Candice Bergen und Robert Mitchum
Joan Bridge, Elizabeth Haffenden – Ein Mann zu jeder Jahreszeit (A Man for All Seasons)
Piero Gherardi – Julia und die Geister (Giulietta degli spiriti)
Edith Head – … denn keiner ist ohne Schuld (The Oscar)
Dorothy Jeakins – Hawaii
Jean Louis – Das Mädchen aus der Cherry-Bar (Gambit)

### Beste Original-Filmmusik
präsentiert von Mary Tyler Moore und Dick Van Dyke
John Barry – Frei geboren – Königin der Wildnis (Born Free)
Elmer Bernstein – Hawaii
Jerry Goldsmith – Kanonenboot am Yangtse-Kiang (The Sand Pebbles)
Toshirō Mayuzumi – Die Bibel (The Bible: In the Beginning…)
Alex North – Wer hat Angst vor Virginia Woolf? (Who’s Afraid of Virginia Woolf?)

### Beste adaptierte Filmmusik
präsentiert von Mary Tyler Moore und Dick Van Dyke
Ken Thorne – Toll trieben es die alten Römer (A Funny Thing happened on the Way to the Forum)
Luis Bacalov – Das 1. Evangelium – Matthäus (Il Vangelo secondo Matteo)
Elmer Bernstein – Die Rückkehr der glorreichen Sieben (Return of the Seven)
Al Ham – Stop the World: I Want to Get Off
Harry Sukman – Dominique – Die singende Nonne (The Singing Nun)

### Bester Song
präsentiert von Dean Martin
„Born Free“ aus Frei geboren – Königin der Wildnis (Born Free) – John Barry, Don Black
„Alfie“ aus Der Verführer läßt schön grüßen (Alfie) – Burt Bacharach, Hal David
„Georgy Girl“ aus Georgy Girl – Jim Dale, Tom Springfield
„My Wishing Doll“ aus Hawaii – Elmer Bernstein, Mack David
„A Time for Love“ aus Mord aus zweiter Hand (An American Dream) – Johnny Mandel, Paul Francis Webster

### Bester Schnitt
präsentiert von Lee Remick und James Stewart
Henry Berman, Stu Linder, Frank Santillo, Fredric Steinkamp – Grand Prix
Hal Ashby, J. Terry Williams – Die Russen kommen! Die Russen kommen! (The Russians Are Coming the Russians Are Coming)
William B. Murphy – Die phantastische Reise (Fantastic Voyage)
Sam O’Steen – Wer hat Angst vor Virginia Woolf? (Who’s Afraid of Virginia Woolf?)
William H. Reynolds – Kanonenboot am Yangtse-Kiang (The Sand Pebbles)

### Beste Tonmischung
präsentiert von Dean Jones und Raquel Welch
Franklin Milton – Grand Prix
James Corcoran – Kanonenboot am Yangtse-Kiang (The Sand Pebbles)
George Groves – Wer hat Angst vor Virginia Woolf? (Who’s Afraid of Virginia Woolf?)
Gordon Sawyer – Hawaii
Waldon O. Watson – Das Mädchen aus der Cherry-Bar (Gambit)

### Beste Toneffekte
präsentiert von Diahann Carroll
Gordon Daniel – Grand Prix
Walter Rossi – Die phantastische Reise (Fantastic Voyage)

### Beste visuelle Effekte
präsentiert von Fred MacMurray
Art Cruickshank – Die phantastische Reise (Fantastic Voyage)
Linwood G. Dunn – Hawaii

### Bester Kurzfilm
präsentiert von Olivia de Havilland
Wild Wings – Edgar Anstey
Turkey the Bridge – Derek Williams
The Winning Strain – Leslie Winik

### Bester Cartoon
präsentiert von Olivia de Havilland
A Herb Alpert & the Tijuana Brass Double Feature – Faith Hubley, John Hubley
The Drag – Wolf Koenig, Robert Verrall
The Pink Blueprint – Friz Freleng, David H. DePatie

### Bester Dokumentarfilm (Kurzfilm)
präsentiert von Richard Harris und Barbara Rush
A Year Toward Tomorrow – Edmond Levy
Adolescence – Vladimir Forgency, Marin Karmitz
Cowboy – Michael Ahnemann, Gary Schlosser
The Odds Against – Lee R. Bobker, Helen Kristt Radin
Részletek J. S. Bach Máté passiójából – Hungarofilm

### Bester Dokumentarfilm
präsentiert von Richard Harris und Barbara Rush
The War Game – Peter Watkins
The Face of Genius – Alfred R. Kelman
Helicopter Canada – Tom Daly, Peter Jones
Lava - Abenteuer in vulkanischen Tiefen (Le Volcan interdit) – Haroun Tazieff
Eine wahrlich große Familie (The Really Big Family) – Alexander Grasshoff

### Bester fremdsprachiger Film
präsentiert von Patricia Neal
Ein Mann und eine Frau (Un homme et une femme), Frankreich – Claude Lelouch
Drei (Tri), Jugoslawien – Aleksandar Petrović
Die Liebe einer Blondine (Lásky jedné plavovlásky), Tschechoslowakei – Miloš Forman
Pharao (Faraon), Polen – Jerzy Kawalerowicz
Schlacht um Algier (La Battaglia di Algeri), Italien – Gillo Pontecorvo

## Ehrenpreise

### Ehrenoscar
Y. Frank Freeman
Yakima Canutt

### Irving G. Thalberg Memorial Award
Robert Wise

### Jean Hersholt Humanitarian Award
George Bagnall

### Scientific and Engineering Award
Mitchell Camera Corp.
Arnold & Richter KG

### Technical Achievement Award
Panavision, Inc.
Carroll Knudson
Ruby Raksin